# Grotta di Phraya Nakhon
La grotta Phraya Nakhon (in thailandese พระที่นั่งคูหาคฤหาสน์) si trova nel Parco nazionale Khao Sam Roi Yot, a circa 40km a sud di Hua Hin, nei pressi di una piccola baia del golfo di Thailandia.

## Storia
La grotta prende il nome dall'esploratore Chao Praya Nakhon Sri Thammarat, che all'epoca era il sovrano di Nakhon Si Thammarat.
Il padiglione Kuha Karuhas fu costruito per la visita del re Chulalongkorn (Rama V) nel 1890. Questo padiglione divenne in seguito parte dello stemma della provincia di Prachuap Khiri Khan.

## Galleria d'immagini

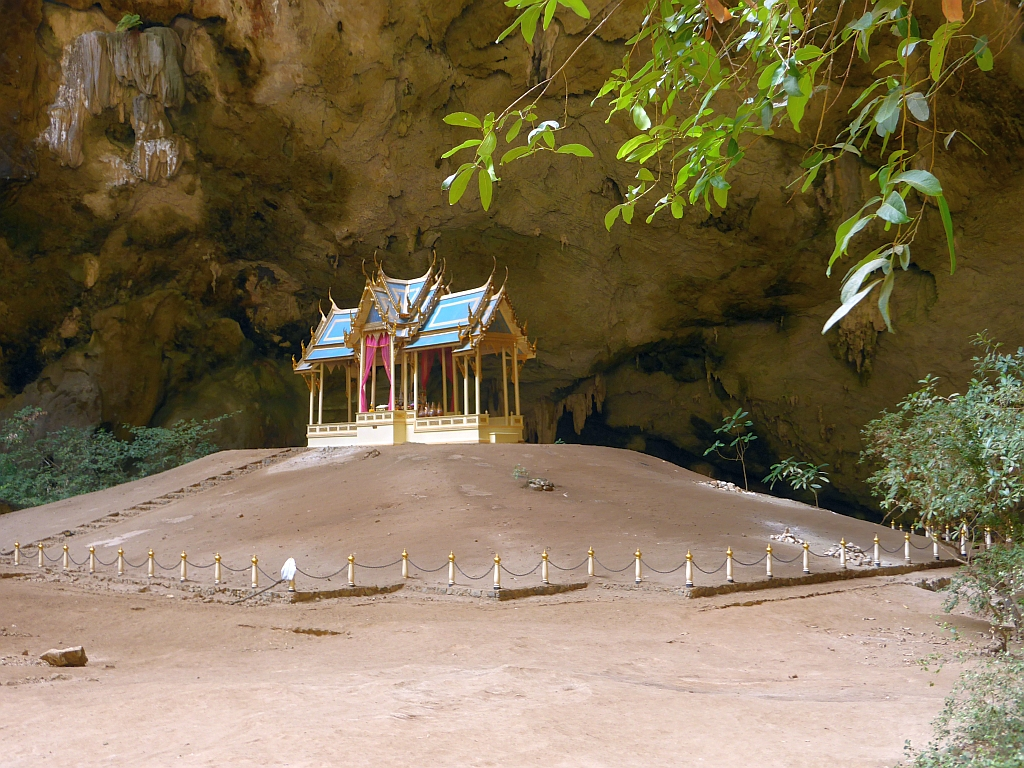
Il padiglione Kuha Karuhas
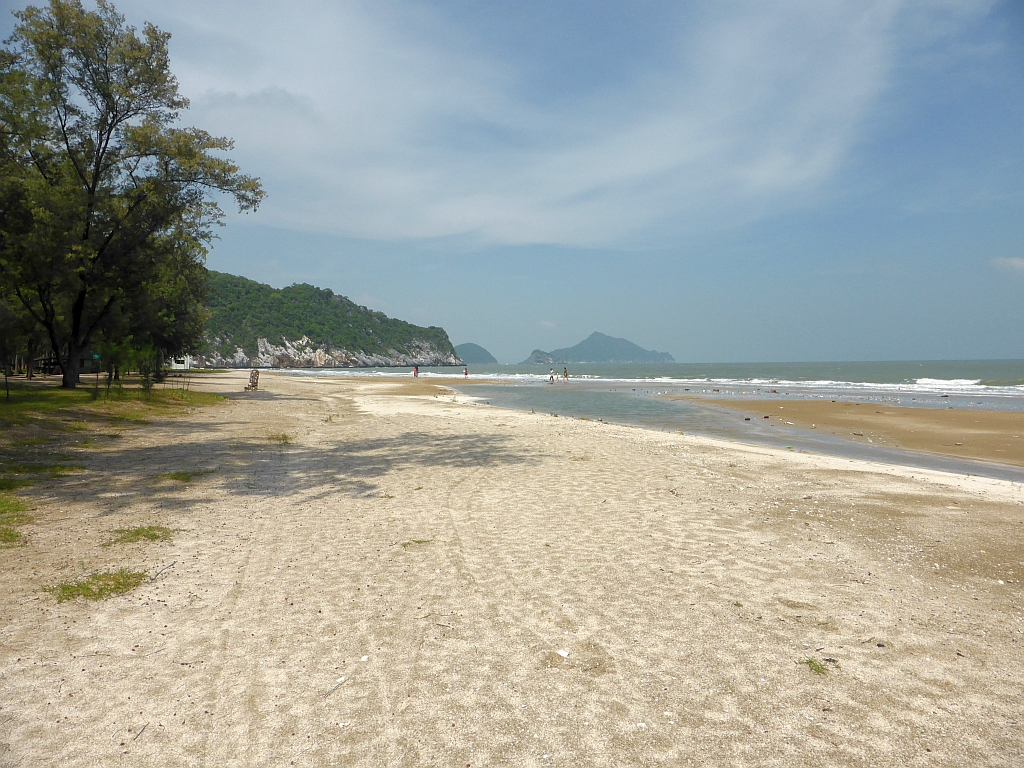
La spiaggia attigua alla grotta